# Atletika na Letních olympijských hrách 1932
Atletika na Letních olympijských hrách 1932 probíhala na olympijském stadiónu Coliseum v Los Angeles.

## Muži
| Disciplína         | Zlato                                                                                   | Stříbro                                                                                  | Bronz                                                                                     |
| 100 m              | Eddie Tolan · Spojené státy americké (USA)                                              | Ralph Metcalfe · Spojené státy americké (USA)                                            | Arthur Jonath · Německo (GER)                                                             |
| 200 m              | Eddie Tolan · Spojené státy americké (USA)                                              | George Simpson · Spojené státy americké (USA)                                            | Ralph Metcalfe · Spojené státy americké (USA)                                             |
| 400 m              | Bill Carr · Spojené státy americké (USA)                                                | Ben Eastman · Spojené státy americké (USA)                                               | Alex Wilson · Kanada (CAN)                                                                |
| 800 m              | Thomas Hampson · Velká Británie (GBR)                                                   | Alex Wilson · Kanada (CAN)                                                               | Phil Edwards · Kanada (CAN)                                                               |
| 1500 m             | Luigi Beccali · Itálie (ITA)                                                            | Jerry Cornes · Velká Británie (GBR)                                                      | Phil Edwards · Kanada (CAN)                                                               |
| 5000 metrů         | Lauri Lehtinen · Finsko (FIN)                                                           | Ralph Hill · Spojené státy americké (USA)                                                | Lauri Virtanen · Finsko (FIN)                                                             |
| 10 000 metrů       | Janusz Kusociński · Polsko (POL)                                                        | Volmari Iso-Hollo · Finsko (FIN)                                                         | Lauri Virtanen · Finsko (FIN)                                                             |
| 110 m překážek     | George Saling · Spojené státy americké (USA)                                            | Percy Beard · Spojené státy americké (USA)                                               | Donald Finlay · Velká Británie (GBR)                                                      |
| 400 metrů překážek | Bob Tisdall · Irsko (IRL)                                                               | Glenn Hardin · Spojené státy americké (USA)                                              | Morgan Taylor · Spojené státy americké (USA)                                              |
| 3000 m překážek    | Volmari Iso-Hollo · Finsko (FIN)                                                        | Thomas Evenson · Velká Británie (GBR)                                                    | Joe McCluskey · Spojené státy americké (USA)                                              |
| 4 × 100 m štafeta  | Spojené státy americké (USA) · Bob Kiesel · Hector Dyer · Emmett Toppino · Frank Wykoff | Německo (GER) · Friedrich Hendrix · Erich Borchmeyer · Arthur Jonath · Helmut Körnig     | Itálie (ITA) · Giuseppe Castelli · Gabriele Salviati · Ruggero Maregatti · Edgardo Toetti |
| 4 × 400 m štafeta  | Spojené státy americké (USA) · Ivan Fuqua · Edgar Ablowich · Karl Warner · Bill Carr    | Velká Británie (GBR) · Crew Stoneley · Tommy Hampson · David Burghley · Godfrey Rampling | Kanada (CAN) · James Ball · Ray Lewis · Phil Edwards · Alex Wilson                        |
| Maratonský běh     | Juan Carlos Zabala · Argentina (ARG)                                                    | Sam Ferris · Velká Británie (GBR)                                                        | Armas Toivonen · Finsko (FIN)                                                             |
| Chůze 50 km        | Thomas Green · Velká Británie (GBR)                                                     | Jânis Dalinš · Lotyšsko (LAT)                                                            | Ugo Frigerio · Itálie (ITA)                                                               |
| Skok do dálky      | Ed Gordon · Spojené státy americké (USA)                                                | Lambert Redd · Spojené státy americké (USA)                                              | Čúhei Nambu · Japonsko (JPN)                                                              |
| Trojskok           | Čúhei Nambu · Japonsko (JPN)                                                            | Erik Svensson · Švédsko (SWE)                                                            | Kenkichi Oshima · Japonsko (JPN)                                                          |
| Skok do výšky      | Duncan McNaughton · Kanada (CAN)                                                        | Bob Van Osdel · Spojené státy americké (USA)                                             | Simeon Toribio · Filipíny (PHI)                                                           |
| Skok o tyči        | William Miller · Spojené státy americké (USA)                                           | Shuhei Nishida · Japonsko (JPN)                                                          | George Jefferson · Spojené státy americké (USA)                                           |
| Vrh koulí          | Leo Sexton · Spojené státy americké (USA)                                               | Harlow Rothert · Spojené státy americké (USA)                                            | František Douda · Československo (TCH)                                                    |
| Hod diskem         | John Anderson · Spojené státy americké (USA)                                            | Henri LaBorde · Spojené státy americké (USA)                                             | Paul Winter · Francie (FRA)                                                               |
| Hod oštěpem        | Matti Järvinen · Finsko (FIN)                                                           | Matti Sippala · Finsko (FIN)                                                             | Eino Penttilä · Finsko (FIN)                                                              |
| Hod kladivem       | Patrick O’Callaghan · Irsko (IRL)                                                       | Ville Pörhölä · Finsko (FIN)                                                             | Peter Zaremba · Spojené státy americké (USA)                                              |
| Desetiboj          | James Bausch · Spojené státy americké (USA)                                             | Akilles Järvinen · Finsko (FIN)                                                          | Wolrad Eberle · Německo (GER)                                                             |

## Ženy
| Disciplína        | Zlato | Stříbro                                                                                   | Bronz                                                                                                 |
| 100 m             | Stanisława Walasiewiczová · Polsko (POL)                                                                        | Hilda Strikeová · Kanada (CAN)                                                            | Wilhelmina von Bremenová · Spojené státy americké (USA)                                               |
| 80 metrů překážek | Mildred Didriksonová · Spojené státy americké (USA)                                                             | Evelyne Hallová · Spojené státy americké (USA)                                            | Marjorie Clarková · Jihoafrická unie (RSA)                                                            |
| 4 × 100 m štafeta | Spojené státy americké (USA) · Mary Carewová · Evelyn Furtschová · Annette Rogersová · Wilhelmina von Bremenová | Kanada (CAN) · Mary Frizzelová · Mildred Fizzellová · Lillian Palmerová · Hilda Strikeová | Velká Británie (GBR) · Nellie Halsteadová · Eileen Hiscocková · Gwendoline Porterová · Violet Webbová |
| Skok do výšky     | Jean Shileyová · Spojené státy americké (USA)                                                                   | Mildred Didriksonová · Spojené státy americké (USA)                                       | Eva Dawesová · Kanada (CAN)                                                                           |
| Hod diskem        | Lillian Copelandová · Spojené státy americké (USA)                                                              | Ruth Osburnová · Spojené státy americké (USA)                                             | Jadwiga Wajsová · Polsko (POL)                                                                        |
| Hod oštěpem       | Mildred Didriksonová · Spojené státy americké (USA)                                                             | Ellen Braumüllerová · Německo (GER)                                                       | Tilly Fleischerová · Německo (GER)                                                                    |

## Medailové pořadí
| Umístění | Stát                         | Zlato | Stříbro | Bronz | Celkem |
| -------- | ---------------------------- | ----- | ------- | ----- | ------ |
| 1        | Spojené státy americké (USA) | 16    | 13      | 6     | 35     |
| 2        | Finsko (FIN)                 | 3     | 4       | 4     | 11     |
| 3        | Velká Británie (GBR)         | 2     | 4       | 2     | 8      |
| 4        | Polsko (POL)                 | 2     | 0       | 1     | 3      |
| 5        | Irsko (IRL)                  | 2     | 0       | 0     | 2      |
| 6        | Kanada (CAN)                 | 1     | 3       | 5     | 9      |
| 7        | Japonsko (JPN)               | 1     | 1       | 2     | 4      |
| 8        | Itálie (ITA)                 | 1     | 0       | 2     | 3      |
| 9        | Argentina (ARG)              | 1     | 0       | 0     | 1      |
| 10       | Německo (GER)                | 0     | 2       | 3     | 5      |
| 11       | Švédsko (SWE)                | 0     | 1       | 0     | 1      |
| 11       | Lotyšsko (LAT)               | 0     | 1       | 0     | 1      |
| 13       | Filipíny (PHI)               | 0     | 0       | 1     | 1      |
| 13       | Francie (FRA)                | 0     | 0       | 1     | 1      |
| 13       | Československo (TCH)         | 0     | 0       | 1     | 1      |
| 13       | Jihoafrická unie (RSA)       | 0     | 0       | 1     | 1      |